# Ланит
«Ланит» — группа компаний на российском рынке информационных технологий. Предоставляет комплекс ИТ-услуг, обеспечивающих этапы выполнения проекта от разработки и внедрения до обучения персонала и сервисной поддержки.
Основана в 1989 году. Штаб-квартира расположена в Москве. Название компании происходит от «ЛАборатория Новых Информационных Технологий».
Численность персонала на конец 2020 года — 14 100 человек. Оборот в 2020 году — 216,8 млрд руб. (с НДС). По данным рейтингового агентства «Эксперт РА», в 2018 году группа компания (ГК) «Ланит» занимала первое место в рейтинге ведущих консалтинговых групп и компаний России и второе в рейтинге крупнейших групп и компаний в области информационных и коммуникационных технологий.

## Деятельность
В первые годы работы компания «Ланит» занималась в основном дистрибуцией аппаратно-программных средств. Параллельно компания начала выходить на рынок программно-технических и информационно-вычислительных комплексов и систем. «Ланит» активно развивала дистрибьюторское направление деятельности, заключая контракты с крупными зарубежными поставщиками аппаратных и программных средств, среди которых были IBM, Oracle, Microdyne, APC, Microsoft, HP, IMC Networks, Tricord. К 1993 году она становится лидером рынка системной интеграции и дистрибуции.

### 1990-е годы
В начале 1990-х годов «Ланит» начинает развивать банковские технологии и заключает генеральное соглашение о сотрудничестве с Центральным банком РФ. Крупным проектом в этой сфере является первая очередь Единой информационно-вычислительной системы центрального аппарата Банка России. В середине 1990-х годов «Ланит» развивает направление автоматизации документооборота. В 1997 году на рынок вышла разработка компании в этой сфере — система LanDocs, организующая работы с документами и упрощающая передачу документов между сотрудниками. Тогда же «Ланит» начинает работать в сфере IT-образования. В 1997 компания создаёт собственный учебный центр «Сетевая Академия», который впоследствии становится партнёром по обучению Microsoft и других вендоров технологий.
В конце 1990-х компания начала реализацию крупного проекта по внедрению технологии управления жизненным циклом изделий (PLM) на российских предприятиях.
В 2005 году «Ланит» была преобразован в группу компаний .
В конце 2000-х — начале 2010-х «Ланит» начинает реализовывать проекты федерального уровня в разных областях. В 2009 году «Ланит» осуществляет проект по перевооружению наземной метеорологической сети РосГидроМета.

### 2000-е годы
Компания «Ланит» приняла участие в проектах по созданию электронного государства. Был реализован проект, официальный сайт Единой информационной системы в сфере закупок, который объединяет информацию о размещении заказов на госзакупки. «Ланит» также внес вклад в обеспечение доступности онлайн госуслуг, усовершенствовав функционал решений для автоматизации предоставления муниципальных и государственных услуг АИС МФЦ и услуг по предоставлению лицензий АИС ЛОД. Компания разработала и внедрила сервис управления потоками пациентов (СУПП) для ЕМИАС — единой медицинской информационно-аналитической системы Москвы, который впоследствии был признан самым масштабным проектом в здравоохранении.
Компания разрабатывает и внедряет в регионах типовые решения для перевода в электронную форму государственных услуг. Они используются, в частности, в Дагестане и городской администрации Твери.

### 2010-е годы
В начале 2010-х «Ланит» реализует крупные проекты в сфере образования: разработка и проведение курсов информационной безопасности для сотрудников Федерального Казначейства РФ, обучение специалистов, внедряющих Единую медицинскую информационно-аналитическую систему в лечебных учреждениях Москвы, выпуск электронных учебников для российских школьников.
В 2010-х «Ланит» внедряет технологии в сферу культуры. С 2013 года «Ланит» начала сотрудничество с театром имени Ермоловой.
Технологические решения компании используются в театре как новые средства выразительности. В 2016 году компания разработала интернет-портал «Местопамяти.рф» для военно-исторического общества России.
В эти годы «Ланит» начала работу над созданием государственной информационной системы жилищно-коммунального хозяйства. С 2014 года «Ланит» участвует в строительстве космодрома «Восточный»: «ИНСИСТЕМС» и «ЛАНИТ-ПАРТНЕР» оснастили инженерными системами ряд объектов его технического комплекса.
В 2017 году ГК «Ланит» сформировала венчурный фонд, целевой объем которого составляет 10 млн долларов. В начале года «Ланит» выступил в роли инвестора компании ABC Solutions (бренд ZOZO), которая специализируется на цифровых системах управления персоналом. Также «Ланит» совместно с 1С вложил деньги в бизнес компании «Мобильное электронное образование» (МЭО), создающей программные решения и сервисы для системы образования
. По итогам 2021 года компания занимает 54 место в списке 200 крупнейших компаний по версии Форбс.

## Руководство
- Георгий Генс (1954—2018) — основатель группы компаний «Ланит». Принимал участие в разработке и реализации общегосударственных программ по информатизации России[26].
- Филипп Генс (род. 1979)[27] — президент группы компаний «Ланит»[26].
- Игорь Дуброво (1946—2020)[28] — генеральный директор ЗАО «Ланит» (2005—2019); первый вице-президент (2014—2019)[29]; с 2019 года — советник президента[30].
- Владимир Грибов (род. 1973)[31] — вице-президент, управляющий директор.

## История
1989 год — Георгий Генс создал компанию «Ланит». Основным предметом деятельности компании является реализация программно-технических комплексов и систем, техническое обслуживание и другие услуги.
1990 год — «Ланит» становится первым в СССР дистрибьютором компании Novell.
1993 год — Центральный банк Российской Федерации подписал генеральное соглашение о сотрудничестве с компанией «Ланит».
1994 год — «Ланит» получает статус «Центр сетевой интеграции 3Com».
1995 год — создана «Сетевая Академия» — сертифицированный центр подготовки Microsoft. В 1996 году «Сетевая Академия» становится авторизованным учебным центром SCO, IBM, в 1997 году — Informix и Intel. Подписано генеральное соглашение с Фондом социального страхования Российской Федерации.
1997 год — «Ланит» создает первую в России систему автоматизации документооборота LanDocs.
1998 год — образован холдинг «Ланит». Компании «Ланит» и EDS (США) создают совместное предприятие.
1999 год — «Ланит» становится системным интегратором информационно-управляющей системы материально-техническими ресурсами ОАО «Газпром», а также генеральным системным интегратором Российской государственной библиотеки.
2000 год — система качества «Ланит» признана соответствующей мировым стандартам. «Ланит» получает сертификаты и лицензии Гостехкомиссии РФ, ФСБ, ФАПСИ, Госстроя РФ, Минэкономики РФ.
2001 год — на базе BEA и IBM открылся центр компетенции по интеграционным решениям и платформам.
Также «Ланит» становится первым Premier Partner в России компании RIT Technologies и устанавливает неофициальный рекорд России — 30 000 «интеллектуальных портов».
2002 год — «Ланит» реализует крупнейший консалтинговый проект по разработке методологии бюджетирования и автоматизации — «Норильский никель».
2004 год — к юбилею «Ланит» выпущена книга «Концепция Business Performance Management: начало пути», которая была написана коллективом авторов под редакцией Г. В. Генса.
2005 год — «Ланит» становится группой компаний.
2006 год — в Центре управления полетами Федерального космического агентства «Ланит» завершает проект по установке крупнейшей в России холодильной машины. В этом же году завершен проект ОАО «МОЭК» — создание единого информационно-вычислительного центра.
2008 год — «Ланит» открыла Центр компетенции по решениям Avaya.
2009 год — «Ланит» получила статус Центра компетенции Oracle по направлению «Интеграция и оптимизация бизнес-процессов SOA/BPM/Integration».
В 2009 году «Ланит» завершила реализацию крупнейшего в РФ проекта по техническому перевооружению наземной метеорологической наблюдательной сети Росгидромета, в рамках которого «Ланит» поставила оборудование для 1900 объектов наблюдательной сети.
Проект «Ланит» по созданию единого катастрофоустойчивого ЦОД для АК «Алроса» завершился с использованием оборудования более чем 20 производителей.
2010 год — выпущено первое издание об облачных вычислениях на русском языке — книга Питера Фингара «DOT.CLOUD: бизнес-платформа XXI века» под редакцией «Ланит» и издательства «Аквамариновая Книга».
2011 год — «Ланит» становится разработчиком программного обеспечения официального общероссийского сайта госзакупок.
По состоянию на октябрь 2012 года сайт работал стабильно. На эту дату на портале зарегистрировано более 12 тыс. организаций и размещено более 20 тыс. документов, обеспечивающих проведение торгов. Сайт ежедневно посещало более 25 млн пользователей.
2012 год
- «Ланит» разработала официальный сайт РФ для размещения информации о государственных (муниципальных) учреждениях (www.bus.gov.ru).
- В медицинских учреждениях города Москвы внедрено программное обеспечение Единой медицинской информационно-аналитической системы (ЕМИАС) — «Сервиса управления потоками пациентов», которое было разработано компанией «Ланит»[54][55].
- Дочерняя компания холдинга «Ланит» «ЛАН АТМсервис» анонсировала рабочую версию «Центра контроля безопасности» для оперативного контроля за состоянием сети устройств самообслуживания и банкоматов[56].

2013 год
- Компанией «Ланит» была разработана единая база договоров и убытков по ОСАГО для страховых компаний[57].
- «Ланит» совместно c SAP СНГ реализовали единственный в России MDM-сервис по модели SaaS для оператора связи «ВымпелКом»[58].
- Компания «ЛАН АТМсервис» изобрела систему видеонаблюдения, решение для подтверждения личности клиента по отпечатку пальца bioPIN и решение eBOX для снятия наличных в банкомате со счета своего мобильного телефона или интернет-кошелька[32][59].
- «ЛАНИТ» провела работы по обновлению Официального сайта государственных закупок[60].

2014 год
- «Ланит» представила опытную версию ГИС ЖКХ для «Почты России». Система позволит сделать жилищно-коммунальное хозяйство страны более прозрачным[61][62].
- «Ланит» создала первое облачное решение на базе российской операционной системы и открытого программного обеспечения[63].

2015 год
- Правительством Иркутской области, компаниями «Ланит», En+ Group, HUAWEI, Centrin Data Systems подписано соглашение о строительстве в Иркутской области крупнейшего в Азии Центра обработки данных[64].
- Комплекс первого национального космодрома «Восточный» обеспечивается инженерными системами «Ланит-Партнёр» и «Инсистемс»[65].
- Создан интернет-магазин «Ланит» — «Электронные учебники Ланит»[19].

2016 год
- Разработанная «Ланит» ГИС ЖКХ запущена в промышленную эксплуатацию[66].
- Дочерняя компания «Ланит» «Лантер» запустила бесконтактную оплату банковскими картами проезда в Московском метрополитене, Московском центральном кольце, в метро Казани и Новосибирска[67][68][69].

2017 год
- Компания «Инсистемс» и группа Legrand во Владивостоке запустили совместное производство источников бесперебойного питания[70][71].
- В ГК «Ланит» сформирован венчурный фонд Lanit Ventures, инвестирующий в IT-стартапы[24].

2018 год
- «Инсистемс» и «Ланит-Интеграция» создали инженерную и ИТ-инфраструктуру Большой спортивной арены «Лужники»[72].
- «Ланит» перевела документооборот в «РусГидро» на российскую платформу LanDocs[73].

2021 год
В июне «Ланит», «Яндекс», Gigabyte и ВТБ объявили о создании СП по производству серверного оборудования под маркой OpenYard. В октябре сообщалось о строительстве завода площадью 8 га под Рязанью. В проект инвестировали более 1 млрд рублей, но производство не было запущено, и к 2023 году «Ланит» и «Яндекс» продали свои доли.

## Партнерство и социальные проекты

### Серия выставок «Книга художника»
- С 2012 года в Государственном музее изобразительных искусств имени А. С. Пушкина и Центральном выставочном зале «Манеж» прошло 5 выставок, на которых были представлены редкие «книги художников» из коллекции Георгия Генса и Бориса Фридмана:
- 2012 год — выставка «Книга художника. Испанская коллекция»[75] и выставка «Издатель Воллар и его художники»[76].
- 2013 год — выставка «Книга художника / Livre d’artiste. Путешествие Одиссея»[77].
- 2014 год — выставка «Сюрреализм и livre d’artiste»[78].
- 2015—2016 годы — ретроспективная выставка Ильи Михайловича Зданевича «Ильязд. XX век Ильи Зданевича»[79].

### Поддержка Московского драматического театра имени М. Н. Ермоловой
«Ланит», являясь техническим партнером Московского драматического театра имени М. Н. Ермоловой, предоставила театру мультимедийные проекторы, камеры, мониторы и другое оборудование. Использование информационных технологий можно наблюдать в спектакле «Счастливчики».
В 2012 году была установлена система онлайн-трансляции на видеопанели в витринах театра.
В 2013 году состоялась премьера спектакля «Портрет Дориана Грея», в котором цифровые технологии играли ключевую роль.
«Ланит» оборудовала Новую сцену театра для кинопоказов. Также на Новой сцене в 2014 году компания установила систему распознавания жестов и предоставила оборудование для спектакля «Адам и Ева».

### Сотрудничество с экономическим факультетом МГУ
«Ланит» поддерживает мероприятия экономического факультета МГУ и реализует совместные программы подготовки специалистов. В 2017 году компания в седьмой раз была спонсором Открытого чемпионата школ по экономике.

### Спонсорство международных соревнований по конкуру
В 2016 году «Ланит» в четвертый раз выступила в качестве спонсора конноспортивных соревнований под эгидой Международной федерации конного спорта и Федерации конного спорта России.

### Поддержка премии имени Льва Николаева в области культуры и науки
«Ланит» является партнером премии имени Льва Николаева в области культуры и науки. Премию вручает Министерство образования и науки РФ совместно с телекомпанией «Цивилизация» выдающимся деятелям науки и культуры в память о Льве Николаевиче Николаеве.

### Поддержка международного фестиваля документального кино «ДОКер»
«Ланит» выступила генеральным партнером Международного фестиваля документального кино «ДОКер». Также «Ланит» совместно с оргкомитетом фестиваля организовала конкурс документальных фильмов об информационных технологиях «Let IT DOK!». Конкурс собрал приблизительно 200 работ из разных стран мира.

### Поддержка медицинских учреждений
«Ланит-Интеграция» в 2020 году разработала и внедрила в столичные центры по борьбе с COVID-19 инновационные телемедицинские системы. Сразу несколько столичных больниц получили возможность удаленной работы и присутствия специалистов в «красных» зонах с целью эффективного взаимодействия с экспертами и проведением онлайн консультации. Под эгидой Cisco и Intel, новая система была на бесплатной основе передана нескольким столичным больницам, которые принимают зараженных COVID-19.

## Дочерние компании
- ABC Solutions — входит в состав группы «Ланит» с 2017 года. Компания известна как разработчик решения ZOZO[87]. Специализируется на разработке и внедрении комплексного решения по оптимизации, прогнозированию потребности и планированию персонала[88].
- Artezio — ведущий российский аутсорсер IT-услуг[89][90]. Компания основана в 2000 году в Москве, в 2005 году вошла в группа «Ланит». Занимается разработкой программного обеспечения и консалтингом в данной сфере. В 2012 году компания второй раз подряд вошла в список ведущих мировых аутсорсеров согласно рейтингу Global Services 100[91].
- Дэшборд Системс — создана в 2011 году, в 2014 году «Ланит» инвестировала в компанию. Разработчик программных продуктов для управленческих структур крупных и средних компаний, органов власти[92].
- «Инсистемс» — создана в 2002 году на базе нескольких профильных подразделений группы «Ланит». Занимается обслуживанием систем электроснабжения, кондиционирования и вентиляции, отопления и холодоснабжения, водоснабжения, безопасности. Компания занимается оснащением объектов телекоммуникационными и мультимедийными системами, автоматизацией и диспетчеризацией инженерных систем, а также предлагает автоматизированные системы управления технологических процессов.
- «Норбит» — входит в группу «Ланит». Занимается разработкой и внедрением ERP, CRM, BI — систем, торгово-закупочных систем, разработчик мобильного приложения на базе Sailfish Mobile OS RUS. Официальный партнёр SAP, Microsoft, Террасофт, 1С, 1С-Битрикс, QlikView.
- «Онланта» — основана в 2008 году в Москве на базе одного из департаментов «Ланит». Предоставляет услуги IT-аутсорсинга[93].
- CompTek — основана в 1989 году в Москве, в 2005 году вошла в группу «Ланит». Компания занимается дистрибуцией продуктов и решений компаний телекоммуникационной отрасли.
- CleverDATA — создана в 2014 году, входит в группу компаний «Ланит». Занимается реализацией технологически сложных проектов с использованием технологий Big Data и алгоритмов машинного обучения в области цифрового маркетинга, интернет-рекламы и управления клиентской базой.
- Treolan — создана в 2010 году на базе профильного подразделения «Ланит», IT-дистрибьютор[94].
- Datana — создана в 2019 году. Занимается цифровизацией промышленных предприятий с использованием технологии «Индустрии 4.0», разработчик продукта Datana с применением искусственного интеллекта и промышленного интернета вещей[95].
- diHouse — основана в 1996 году. IT-дистрибуция цифровых устройств и аксессуаров[96].
- «Inventive Retail Group» (IRG), ранее называвшийся «re:Store Retail Group» — проект‚ объединяющий сети монобрендовых магазинов компьютеров‚ телефонов‚ электроники, детских развивающих игр и спортивных товаров. (Apple‚ LEGO‚ Sony, Samsung, Nike и пр.)[97].
- «Ланит-Интеграция» — основана в 2008 году на базе Департамента сетевой интеграции «Ланит». Специализируется на проектировании и внедрении комплексных IT-решений для государственных и корпоративных заказчиков.
- «Ланит — Би Пи Эм» — создана в начале 2011 года в составе группы «Ланит» на базе Департамента интегрированных бизнес-решений. Ключевым направлением деятельности компании является внедрение и сопровождение информационно-технологических решений[98].
- «ЛАН АТМсервис» — входит в группу компаний «Ланит», занимается технологиями банковского самообслуживания[94].
- «Лантер» — основана в 2010 году, занимается поставкой POS-терминального оборудования, систем самообслуживания и услугами по обслуживанию терминальных решений[94].
- «Ланит Омни» — компания, специализирующаяся на внедрении программ лояльности, предиктивной аналитике и цифровых коммуникациях. Компания стала лауреатом национального конкурса Loyalty Awards Russia 2015 в номинации «Инновация года»[99][100]. Входит в состав ГК ЛАНИТ с 2016 года.
- «Ланит Экспертиза» — создана в 2019 году, специализируется на тестировании программного обеспечения[101].
- «Первый инженер» — производственно-инжиниринговая компания полного цикла, основанная в 2004 году. Специализируется на решении задач в области организации энергетической инфраструктуры предприятий. Вошла в состав группы «Ланит» в 2017 году.
- Учебный центр «Сетевая Академия ЛАНИТ» — создан в составе группы «Ланит» в 1995 году. Учебный центр[102].
- «Ланит-Норд» (Санкт-Петербург) — основана в 2010 году, специализируется на комплексных поставках электротехнического и инженерного оборудования.
- «Ланит-Терком» (Санкт-Петербург) — основана в 1991 году, с 1998 года входит в состав группы «Ланит». Занимается разработкой программного и аппаратного обеспечения.
- «Ланит-Поволжье» (Нижний Новгород) — основана в 2005 году, специализируется на внедрении ИТ-решений и систем инженерного обеспечения для государственных и корпоративных заказчиков.
- «Корус АКС» (Екатеринбург) — основана в 1989 году, специализируется на формировании и поддержке вычислительной, инженерной и телекоммуникационной инфраструктуры предприятий.
- «Ланит-СИБИРЬ» (Красноярск) — создана в 2012 году. ИТ-интегратор, предоставляющий услуги в области информационных технологий.
- Группа компаний ИВС (Пермь) — основана в 1990 году. В 2015 году вошла в группу «Ланит»[103]. Компания предоставляет продукты и услуги, которые необходимы для автоматизации деятельности предприятий, организации отраслей и направлений деятельности. ИВС обеспечивает техническую поддержку оборудования, ИТ-инфраструктуры и информационных систем клиентов.
- Инженерный центр «МИКОМ» (Ростов-на-Дону) — основан в 1998 году, вошел в состав ГК ЛАНИТ в 2008 году. Компания специализируется на создании инфраструктуры для комплексной автоматизации предприятий.
- «Мобильное электронное образование» — создана в 2014 году. Разработчик и поставщик системных программных решений, образовательных услуг и сервисов для системы основного общего и дополнительного образования РФ[101].
- «Ланит-Урал» (Челябинск) — создана в 2010 году. Официальное представительство ГК ЛАНИТ в Уральском федеральном округе.
- «ОНВИ Сервис» — создана в 2011 году, с 2019 года входит в группу «Ланит». Разработчик систем для организации контрольно-пропускного режима[104].
- Центр технических проектов — создан в 2009 году, в 2018 году вошел в группу «Ланит». Инженерный интегратор, предоставляет инженерные решения на каждом этапе жизненного цикла изделия[105].

* Evident Point (Ванкувер, Канада) — основана в 1995 году, входит в группу «Ланит» с 2011 года. Мировой лидер в разработке кроссплатформенных решений для электронных публикаций.

## Финансовые показатели
| Год  | Объем выручки с НДС (млрд руб.) | Прирост за год (%) |
| ---- | ------------------------------- | ------------------ |
| 2020 | 216,8                           | 24,7               |
| 2019 | 173,8                           | 5,9                |
| 2018 | 164,2                           | 19,8               |
| 2017 | 137                             | 19,7               |
| 2016 | 114,5                           | 11,4               |
| 2015 | 102,8                           | 12,5               |
| 2014 | 91,4                            | 18,5               |
| 2013 | 77,1                            | 4,8                |
| 2012 | 73,6                            | 25,4               |
| 2011 | 58,7                            | 43,5               |
| 2010 | 40,9                            | 20,6               |

## Санкции
1 мая 2024 года, из-за российского вторжения в Украину, группа компаний «Ланит» включена в блокирующий санкционный список США против военно-промышленной базы России. Власти страны отмечали что среди клиентов компании значится Министерство обороны РФ, а также предприятия военно-промышленного комплекса, такие как «Ростех» и «ОАК».

## Претензии со стороны государственных органов
В декабре 2006 года сотрудники Следственного комитета при МВД России провели обыски в Пенсионном фонде РФ, а также в московском офисе IBM и крупных российских IT-компаниях «Ланит» и R-Style. Обыски и выемки были проведены в рамках уголовного дела, возбужденного по части 4 статьи 159 УК РФ («Мошенничество, совершенное организованной группой в особо крупном размере»). В отношении ГК ЛАНИТ нарушений обнаружено не было, никто из представителей компании к уголовной ответственности не привлекался, о чём свидетельствует письмо из Следственного комитета РФ от 14 марта 2008 года.
Федеральная налоговая служба РФ в 2010 году предъявила претензии к ЗАО «Ланит» об уплате НДС на сумму 1,5 млрд руб. Кроме того, ФНС также требовала от «Ланит» заплатить пени в размере свыше 640 млн руб. Решение, о котором идет речь, было вынесено ФНС по результатам повторной выездной проверки по вопросам соблюдения законодательства о налогах и сборах за период с 1 января 2005 года по 31 декабря 2006 года, которая имела место в конце 2008 года. В ходе этой проверки ведомство выявило у «ЛАНИТ» недоимку по НДС. Общая сумма претензий с учётом пени превышала 2 млрд руб. Позднее указанные претензии со стороны ФНС к компании были отвергнуты судами, включая Высший арбитражный. Судами установлено, что «холдинг ЛАНИТ за проверяемый период своевременно и в полном объёме сдавал бухгалтерскую и налоговую отчётности и уплачивал установленные законом налоги и сборы».
20 марта 2025 года в офисах «Ланит» и «Крок» прошли обыски. Следственные действия связаны с разработкой комплексной информационной системы судов общей юрисдикции Москвы (КИС СОЮ).

## Претензии
В 2011 году холдинг привлёк к себе внимание после того, как получил госзаказ на обновление сайта Роспотребнадзора, по мнению общественного деятеля Алексея Навального, оценка стоимости работ почти в 5 млн рублей существенно завышена.
В конце 2010 года компания «Ланит» выиграла конкурс на поставку в московские школы компьютеров с устройствами Apple MacBook и MacMini. Руководителями отечественных ИТ-компаний, в частности, старшим вице-президентом компании Kraftway Ренатом Юсуповым, указывалось, что данные конкурсы носят сомнительный характер, так как требования к поставляемому оборудованию были определены таким образом, что им соответствовала исключительно техника Apple (например, в серверах требовалось наличие интерфейса FireWire).

## Награды
2010 год — проект обучения информационным технологиям сотрудников Федерального казначейства, реализованный «Сетевой Академией ЛАНИТ» в консорциуме с учебным центром «Микроинформ», занял первое место в номинации «Образовательные решения» в ежегодном Всемирном конкурсе партнерских проектов Microsoft.
2012 год — проект внедрения АИС МФЦ в Республике Башкортостан — «Лучший свободный проект России в госсекторе 2011».
2013 год
- Компания «Ланит» стала лауреатом Национальной премии в области бизнеса «Компания года 2013» в номинации «IT-компания года» по версии РБК[119][120].
- Компания «Ланит» в июне 2013 года приняла участие в V конкурсе «Лучшие 10 ИТ-проектов для госсектора», учрежденным Министерством связи и массовых коммуникаций и ГК ComNews в 2009 году, где стала лауреатом в номинациях: «Лучший проект с использованием свободного программного обеспечения» и «Самый масштабный проект в здравоохранении»[121][122][123].

2014 год
- Президент Российской Федерации Владимир Путин объявил благодарность коллективу «ЛАНИТ»[124].
- «Ланит» заняла 36-е место в «Рейтинге работодателей России 2014» компании HeadHunter и получил специальный приз «Внутренний HR-бренд»[125].
- За вклад в развитие культуры и просветительства президент группы «Ланит» Георгий Генс и генеральный директор «Микроинформ» Борис Фридман награждены Золотой медалью им. Льва Николаева[126].
- Проект «ЛАНИТ» по внедрению системы электронного согласования договоров в холдинге KupiVIP.ru стал финалистом Solution Innovation Award партнерских решений Nintex[127].
- «Сетевая Академия ЛАНИТ» по итогам 2013 года признана одним из лучших в мире авторизованных учебных центров Cisco и награждена сертификатом Quality Distinction Award на конференции Global Learning Partner Conference в Лас-Вегасе[128].

2015 год — сотрудники дочерней компании «Инсистемс» отмечены государственными наградами за значительный вклад в подготовку и проведение XXII Олимпийских зимних игр и XI Паралимпийских зимних игр 2014 года в Сочи.
2016 год
- ГИС ЖКХ, разработанная «Ланит», победила в номинации «Современная страна» конкурса CNews AWARDS[130].
- «Ланит» получила награду «Проект года 2015» от сообщества ИТ-директоров Global CIO за создание комплексной ИТ-инфраструктуры спортивного комплекса «Открытие Арена» футбольного клуба «Спартак»[131].
- Проект «Ланит» по созданию АИС «Единый центр услуг» Краснодарского края стал финалистом конкурса «ПРОФ-IT.2016»[132].